# 筑波病
筑波病（つくばびょう）は、かつて筑波研究学園都市において見られた、研究者の自殺が多発する現象のことである。つくばシンドロームとも呼ぶ。

## 概要
医学者の小田晋によれば、1977年時点で既に「筑波病」という語が存在しており、1970年代後半から1980年代前半に自殺事件の報道も含め、この現象の全国的な知名度が上昇した。当初は、筑波研究学園都市に住む研究者にみられるノイローゼのような症状を「筑波病」と呼んでいたが、研究者の自殺が続出したことから、やがて研究者の自殺を指してこの語が使われるようになった。
1985年頃には、筑波研究学園都市で研究者の自殺者数が最多となった。1984年度から1985年度までの2年間において、筑波研究学園都市在住の研究者約7,000人のうち、少なくとも8名が筑波病と思われる自殺を行った。当時の筑波研究学園都市での自殺率は日本人ないし国家公務員の平均値の2倍を超えていた。また、1985年末から1986年にかけて、同一の研究所から1ヶ月以内に3名が自殺したこともあった。
1986年の朝日新聞の記事では、自殺率の高さ、自殺の特定地域への集中という2つの要素が挙げられ、筑波研究学園都市における異常性も指摘されていた。

## 原因
当初は筑波への転居に起因する物寂しさが原因の1つとして挙げられており、都市化の進行により解消するものと考えられていたこともあった。しかし、都市化が進行しても自殺者は減少せず、むしろ増加していた。
大橋力は筑波病の原因として、情報失調の問題を挙げている。筑波研究学園都市は公害対策、環境保全、快適な環境の構築などを踏まえて建設された計画都市であり、例えば建物は遮音性の高い環境となっていた。しかし、音が全くない空間は情報欠乏状態であり、苦痛な環境であると大橋は指摘した。実際に、動物実験において、動物を1匹だけ隔離し外部環境と分断させることで慢性的な分裂症やうつ病が引き起こされるが、この現象は人間にも起こりえると考えられ、例えば住居内での騒音の過度な少なさによるストレスの増大が実験で確かめられている。
1986年の朝日新聞の記事は、筑波研究学園都市が合理的な都市計画によって形成された、人工の計画都市であり、また人々の生活が住居と職場の往復に限られ単調であることを指摘するとともに、石油危機と高度経済成長期の終了による研究環境の悪化を指摘した。
小田晋は1991年の「筑波フォーラム」にて、筑波研究学園都市における精神衛生上の問題点として、研究機関の筑波移転により職員がうつ病を発生しやすくなったこと、住居と職場の所在地が離れていて車移動が必要であったこと、また住民同士の交流が弱かったことを指摘している。

## 緩和
1988年頃から筑波研究学園都市での研究者の自殺者数は減少していった。
1988年の日本経済新聞の記事では、飲食店の増加などを背景に、筑波研究学園都市の研究者の精神衛生状態が改善してきたことが取り上げられている。大橋力は、つくば万博を契機とした百貨店の開業と飲食店の夜間営業に伴う明るい空間の形成などにより、1988年から自殺者数が減少したことを指摘している。また、小田晋は高速バス路線つくば号の開通による東京への交通利便性の改善等も挙げ、1991年時点で筑波病は解消しつつことを指摘した。
一方、1988年の日本経済新聞の記事では若年層および研究者以外の者への対策が必要とされた。また、2018年に筑波研究学園都市に関係する研究機関等で構成される筑波研究学園都市交流協議会の労働衛生専門委員会が同都市の研究者らを対象として実施したアンケートでは、回答者全体の22.4%にあたる246人が「最近1年以内に自殺したいと思ったことがある」と答えた。同委員会の委員長は、都市化の進行により筑波研究学園都市での生活環境が改善されたことに触れつつ、自殺検討者の多さゆえ精神衛生上の対策の必要性について言及した。